# Alfred von Krohn
Karl Christian Gerdus Alfred von Krohn (* 23. April 1820 in Rendsburg; † 27. Juni 1877 in Görlitz) war ein preußischer Generalmajor.

## Leben

### Herkunft und Familie
Alfred war ein Sohn des holsteinischen Generalmajors und Kriegsminister August von Krohn (1781–1856) und Margarethe, geborene Thomsen († 1885). Er vermählte sich 1863 mit Mathilde Freiin Braun von Wartenberg (1839–1922). Aus der Ehe sind drei Töchter und ein Sohn hervorgegangen.

### Werdegang
Krohn erhielt seit 1825 Elementarunterricht in Schleswig und seit 1831 Privatunterricht in Neumünster, bevor er 1832 auf das Gymnasium nach Kopenhagen wechselte. 1833 war er bereits Kadett in Kopenhagen, erhielt aber 1835 erneut Privatunterricht in Schleswig und Flensburg.
Im Jahr 1837 trat er als Füsilier  in das 27. Infanterieregiment der preußischen Armee ein. Er avancierte 1838 zum Portepeefähnrich und war 1839 überzähliger und 1841/1842 etatsmäßiger Sekondeleutnant. In den Jahren 1845 bis 1848 war er zur Allgemeinen Kriegsschule kommandiert, wobei er 1846 jeweils kurzzeitig beim 10. Husarenregiment und der 2. Artilleriebrigade stand. Er nahm an der Niederwerfung der Berliner Straßenkämpfe teil und war im selben Jahr für die Dauer der Schleswig-Holsteinischen Erhebung zum 2. holsteinischen Infanterieregiment kommandiert. 1850 hat er zur Ermöglichung eines Übertritts in die Schleswig-Holsteinische Armee, seinen Abschied aus preußischen Diensten erhalten.
Im Jahre 1852 wurde er als Premierleutnant im 27. Infanterieregiment wieder angestellt und 1853 erneut zur Allgemeinen Kriegsschule kommandiert. Krohn wurde 1853 zum Topographischen Büro kommandiert. Von Mai 1856 bis März 1858 war er Kompaniechef im I. Bataillon des 27. Landwehr-Regiments, stieg aber bereits im Oktober 1856 zum Hauptmann auf. Er wechselte 1858 als Kompaniechef zum 1. Jägerbataillon mit Patent von 1853, erneut 1860 zum Jägerbataillon Nr. 6 und erhielt schließlich 1861 seine Beförderung zum Major im Infanterie-Regiment Nr. 24. Krohn nahm 1864 aktiv am Deutsch-Dänischen Krieg teil. Im Gefecht von Missunde führte er das Füsilier-Bataillon des 4. Brandenburgischen Infanterie-Regiments Nr. 24 und ihm wurde am 10. März 1864 der Rote Adlerorden IV. Klasse mit Schwertern sowie am 7. Juni 1864 für sein Verhalten als Führer der Sturmkolonne Nr. V beim Sturm auf die Düppeler Schanzen der Orden Pour le Mérite verliehen. Seinem Aufstieg zum Oberstleutnant folgte unmittelbar die Teilnahme am Deutschen Krieg.
Er war als Oberst von 22. März 1868 bis 26. April 1869 Kommandeur des Füsilier-Regiment Nr. 86. Ihm wurde am 18. November 1860 der Rote Adlerorden III. Klasse mit Schleife und Schwertern am Ringe verliehen. Krohn wurde im April 1869 mit seiner Uniform zu den Offizieren von der Armee, sowie im Oktober selben Jahres mit Pension zur Disposition gestellt.
Für die Dauer des Mobilen Verhältnisses 1870/1871 war er Kommandeur des 2. Regiments der 4. Landwehrbrigade. Während des Feldzuges selbst nahm er an den Belagerungen von Metz, Soissons und Mézières, der Rekognoszierung von La Fère und dem Streifzug durch die Argonnen teil. Letzterer brachte ihm das Eiserne Kreuz II. Klasse ein.
Krohn wurde am 4. Dezember 1871 in den erblichen preußischen Adelstand erhoben. Zu diesem Zeitpunkt war er Oberst à la suite im 4. Brandenburgischen Infanterie-Regiments Nr. 24 und Kommandant von Glatz. 1873 hat er den Charakter als Generalmajor erhalten und wurde 1874 endgültig mit Pension zur Disposition gestellt.